# 허치 다노
허치 데이노(Hutch Dano, 영어 발음: /ˈdeɪnoʊ/, 1992년 5월 21일 ~ )는 미국의 배우, 화가이다.

## 출연 작품

### 영화
- 라모너 앤 비저스 (2010)
- 좀비버 (2014)
- Sunflower (2017)

### 텔레비전
- 지크와 루터 (2009-12)